# Charaxes nzoia
Charaxes nzoia är en fjärilsart som beskrevs av Van Someren 1970. Charaxes nzoia ingår i släktet Charaxes och familjen praktfjärilar. Inga underarter finns listade i Catalogue of Life.